# Sülfmeistertage
Die Sülfmeistertage sind eine regelmäßig im Herbst (Ende September/Anfang Oktober) stattfindende Veranstaltung in der Hansestadt Lüneburg. Der Begriff „Sülfmeister“ bezeichnete die Besitzer von Siedepfannen zur Salzgewinnung in der Lüneburger Saline.
In der alten Salzstadt Lüneburg waren die Sülfmeistertage einst das bedeutendste Fest der Stadt, welches 1472 das erste Mal urkundlich als Kopefahrt erwähnt wurde. Seit 2003 lässt die Stadt Lüneburg dieses Fest wieder feiern; 2017 zum 15. Mal. Die Sülfmeistertage finden in Lüneburg im gesamten Stadtzentrum immer am ersten Wochenende im Oktober statt, wobei das Fest am Sonntag mit einem großen Umzug durch die historische Altstadt und dem anschließenden feierlichen Verbrennen des Kopefasses abgeschlossen wird. In den ersten Spielen, die einen gewissen historischen Bezug haben, geht es zunächst nur um den Einzug in das Finale, dem Fassrollen („Kopefahrt“). Der Sieger im Fassrollen stellt dann den neuen Sülfmeister, der die Stadt für ein Jahr repräsentiert.
Das Team der Salztherme Lüneburg gewann die Wettspiele im Jahr 2003 und stellte mit Fred I. den ersten neuzeitlichen Sülfmeister. 2015 gewannen die Marktbeschicker mit Leon I. zum sechsten Mal den Wettstreit und sind damit das bislang erfolgreichste Team.
Amtierender Sülfmeister ist Gerd I. vom Team Wochenmarktbeschicker.
Für Sammler hergestellte Notgeldscheine, mit Darstellungen aus der Sülfmeisterzeit, von 1921.

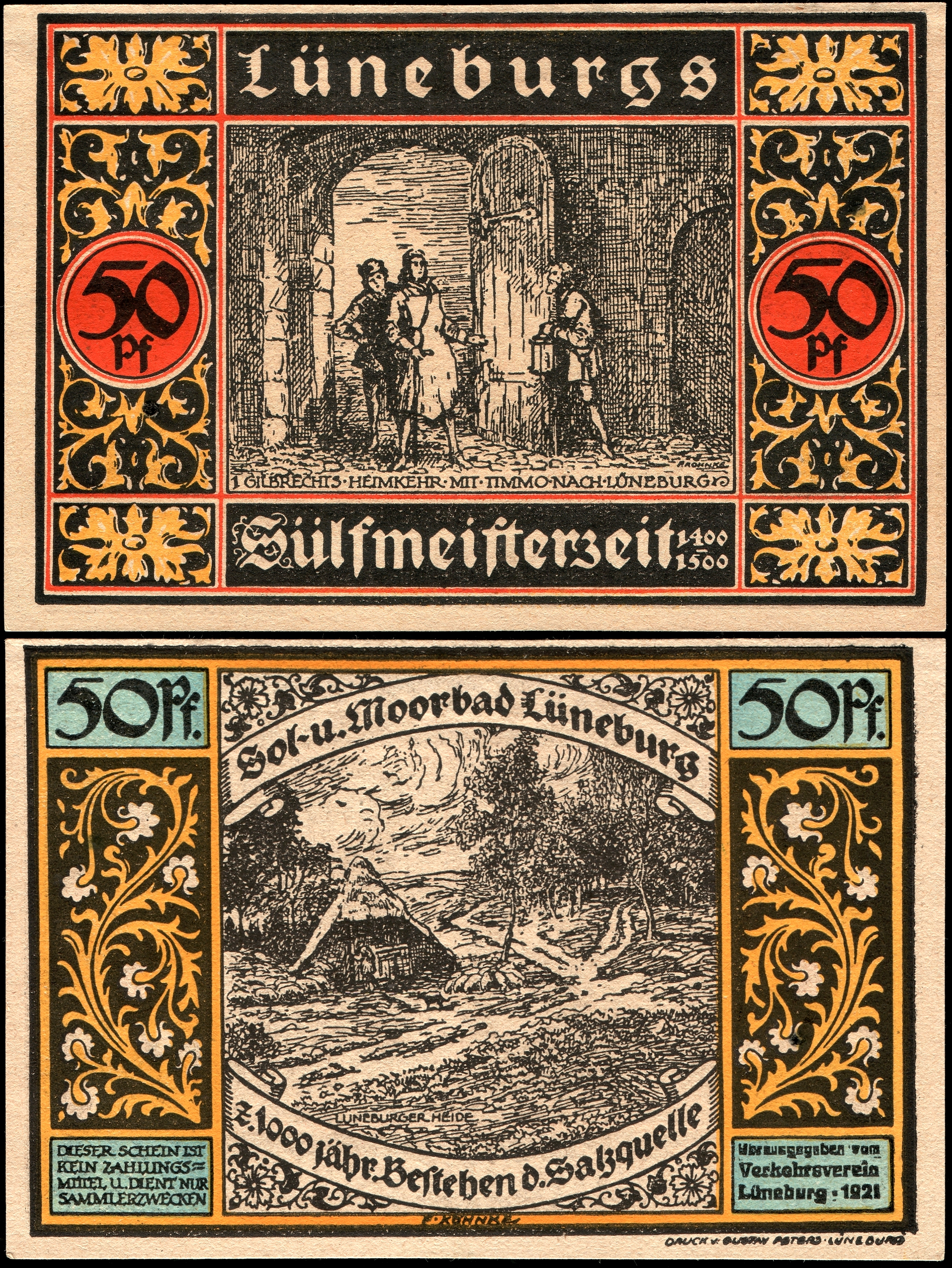
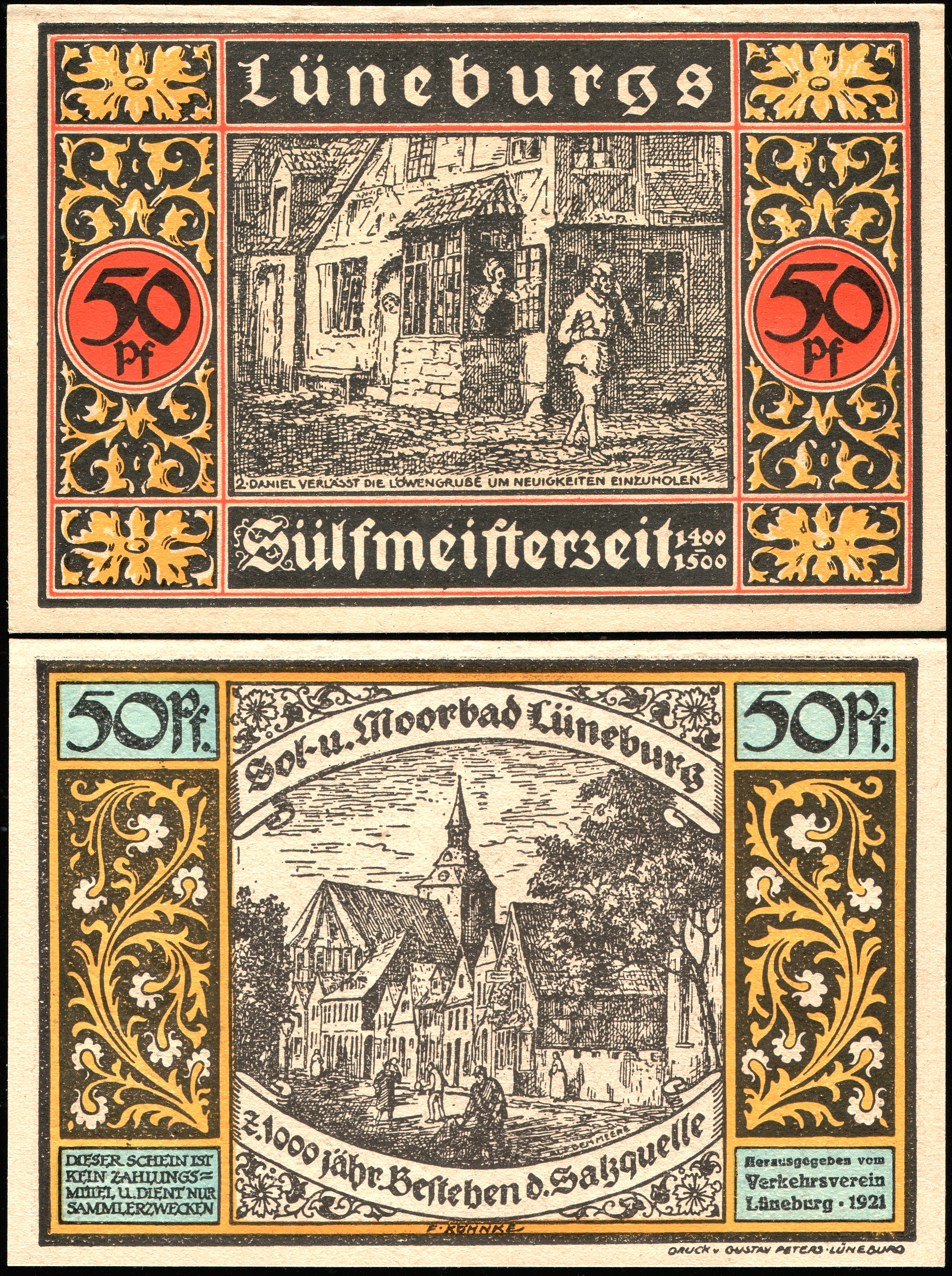
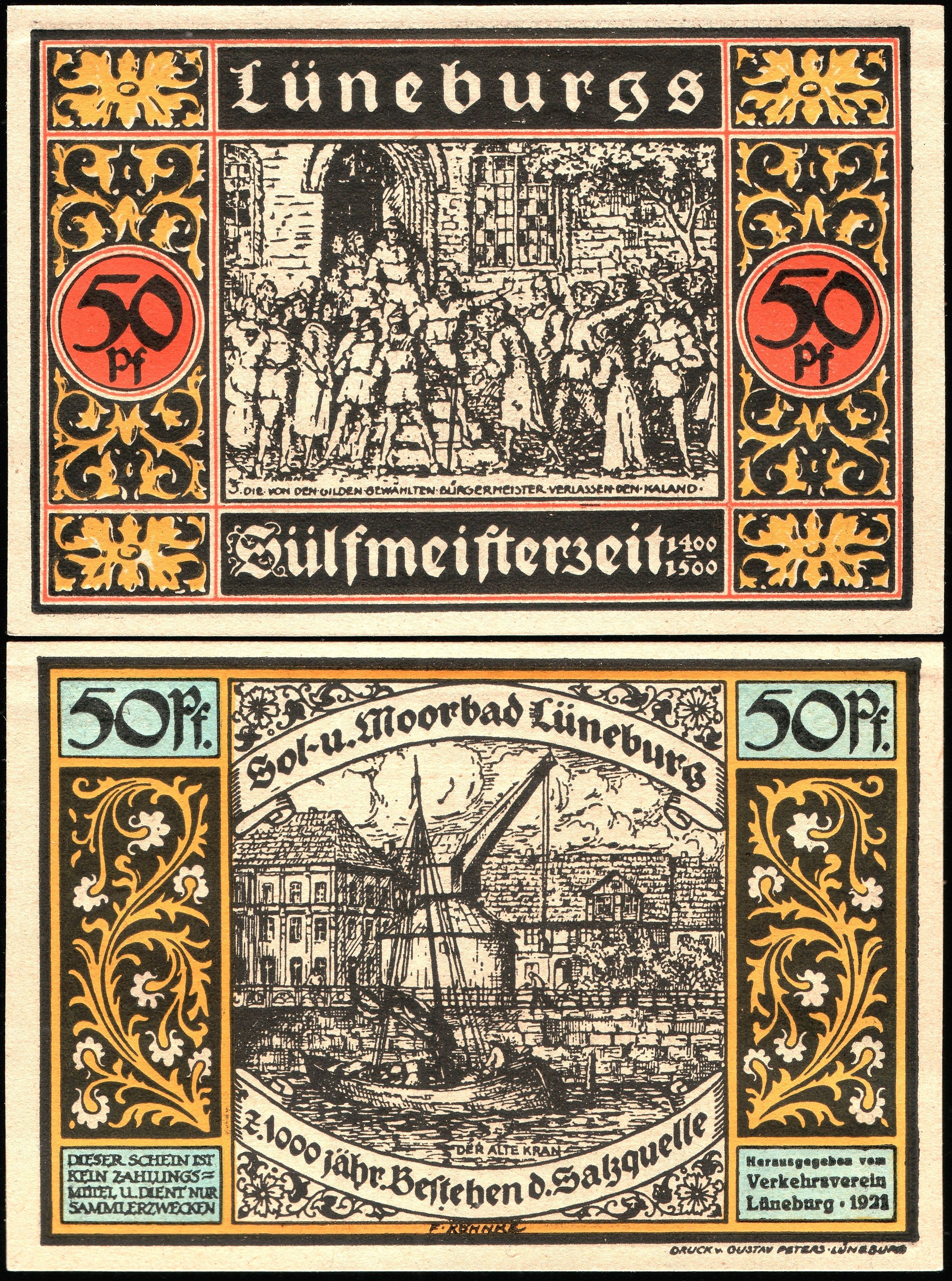
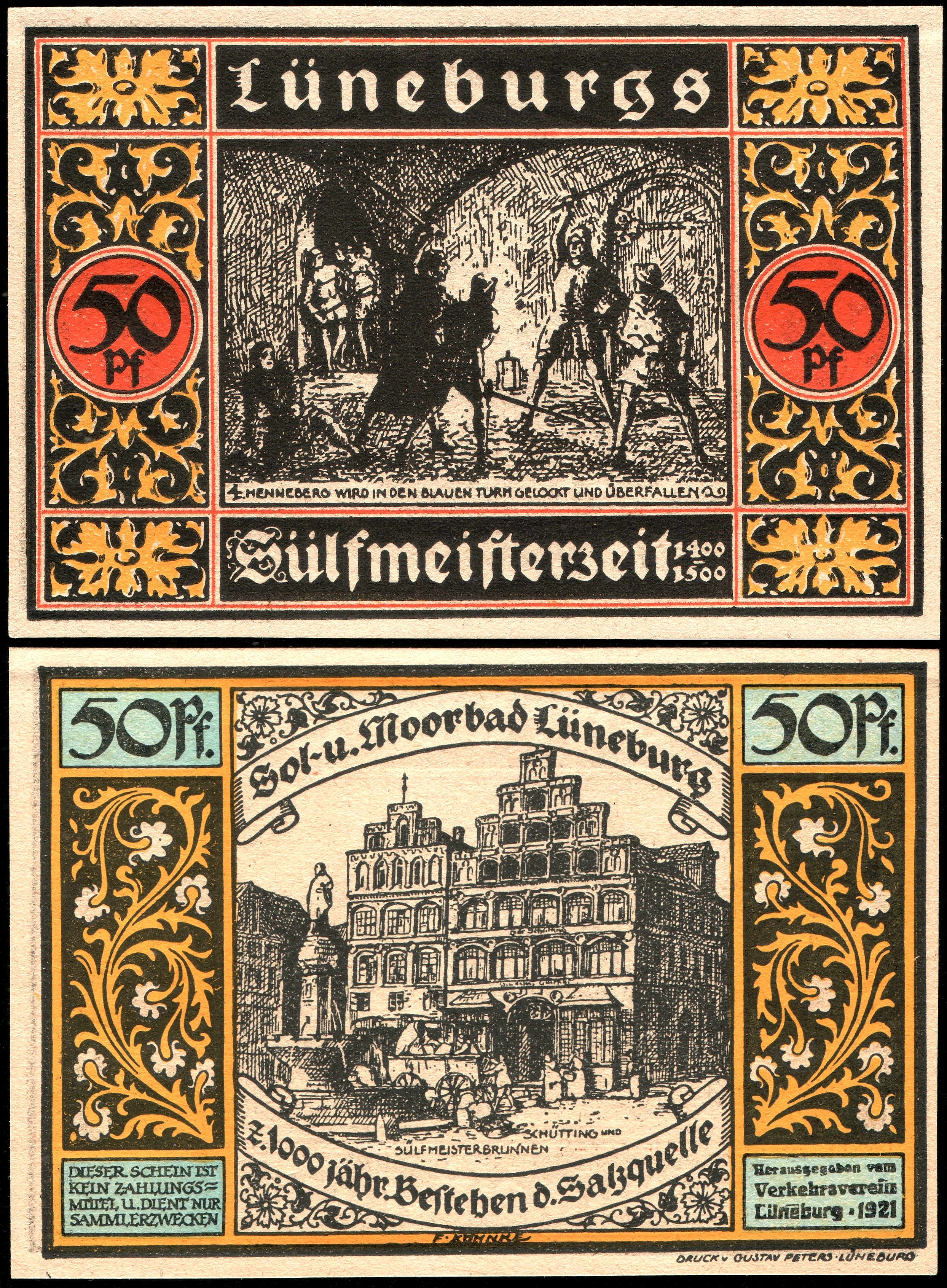
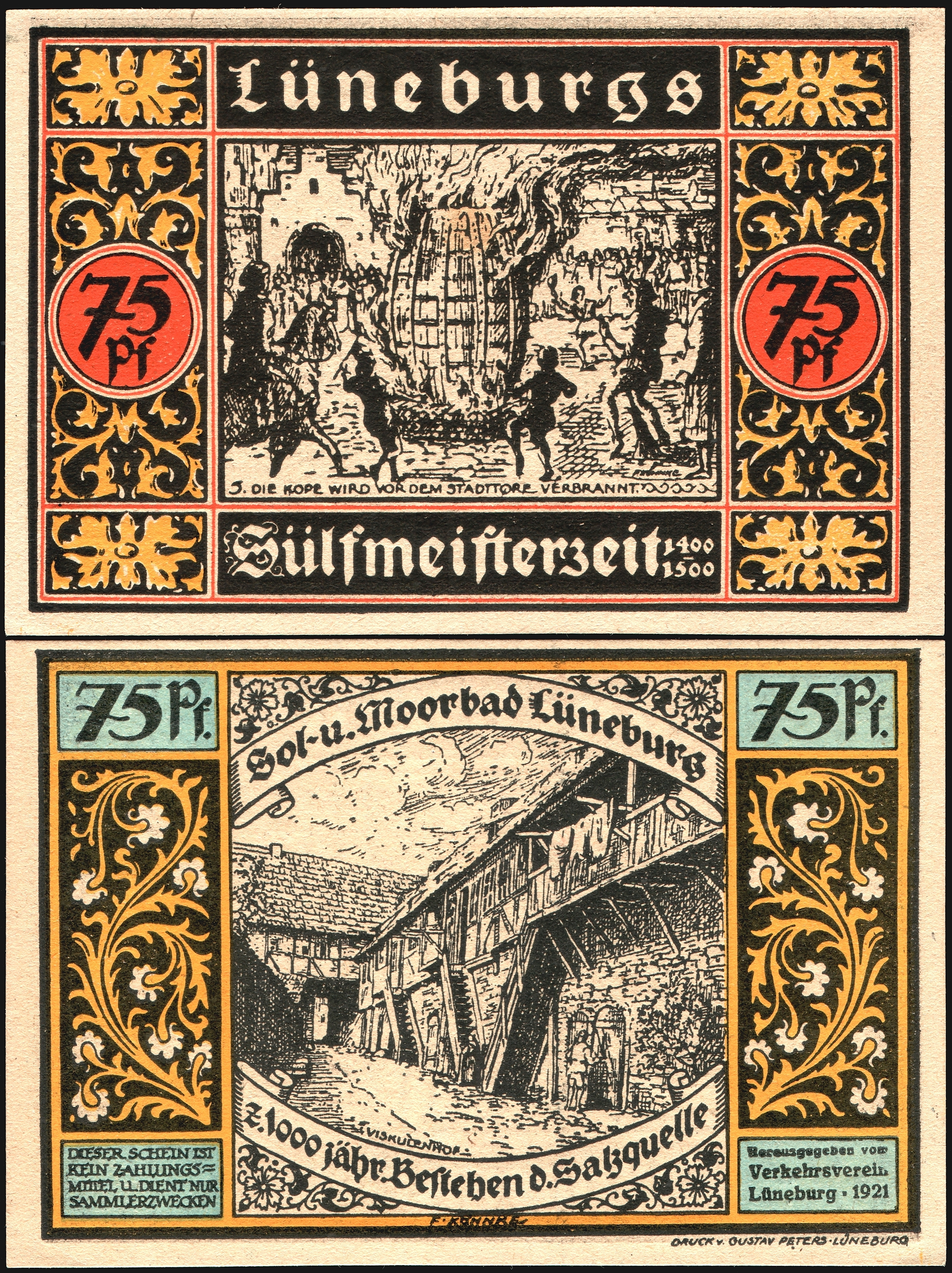
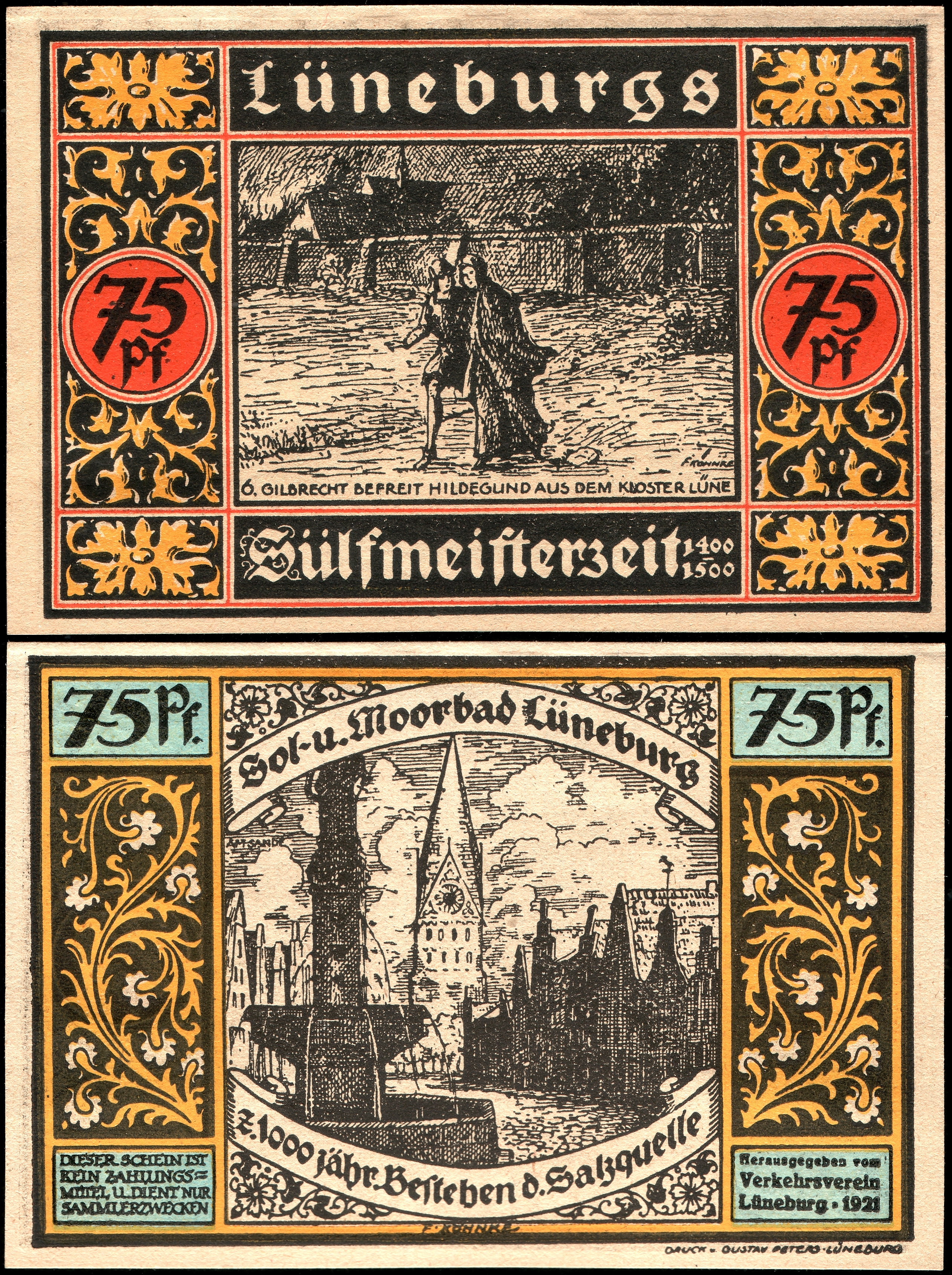
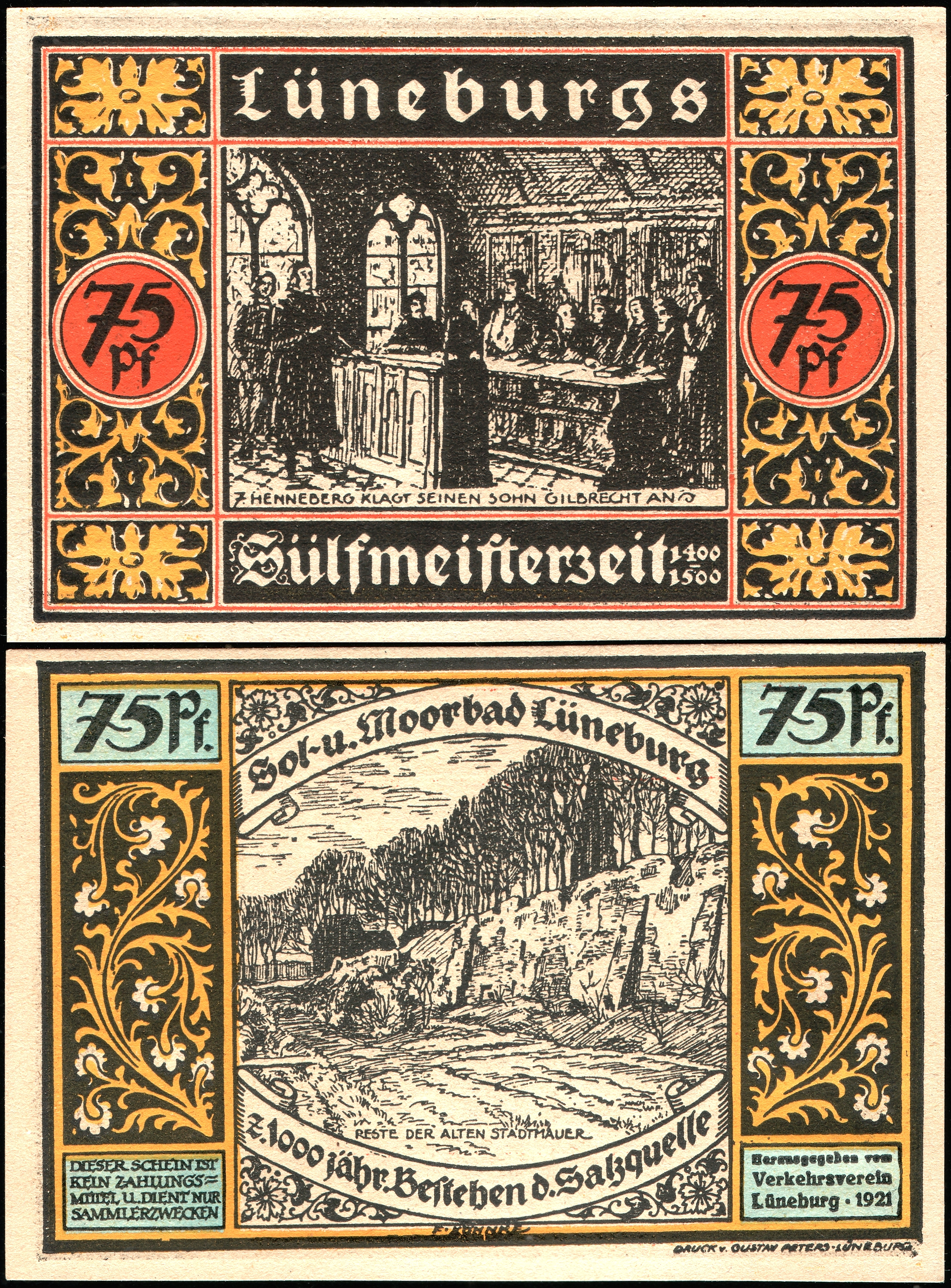
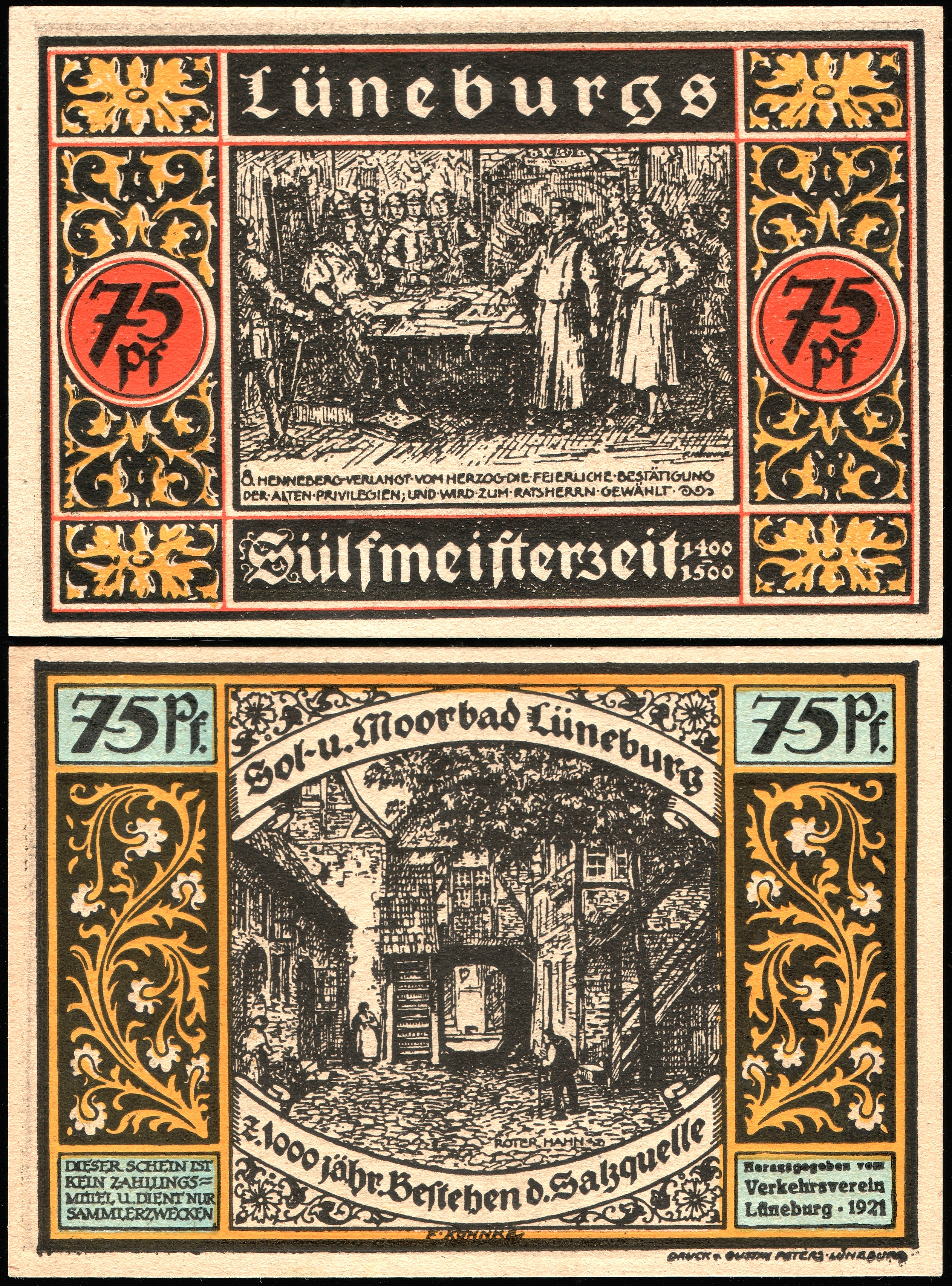

## Bisherige Sülfmeister
- 2003: Fred I. – Team Salü
- 2004: Eckard I. – Team Handwerker
- 2005: Elke I. – Team Marktbeschicker
- 2006: Andreas I. – Team Marktbeschicker
- 2007: Cord I. – Team Marktbeschicker
- 2008: Kay I. – Team Freiwillige Feuerwehr Lüneburg
- 2009: Marco I. – Team Salü
- 2010: Heinrich I. – Team Marktbeschicker
- 2011: Martin I. – Team E.ON Avacon Azubis „Flash“
- 2012: Henning I. – Team „De Lüwo-Lüd“ Lüneburger Wohnungsbau GmbH
- 2013: Jörn I. – Team Avacon
- 2014: Petra I. – Team Marktbeschicker
- 2015: Leon I. – Team Marktbeschicker
- 2016: Anabel I. – Team Panasonic Youngstars
- 2017: Arne I. – Team Salü
- 2018: Meike I. – Team Klinikum Lüneburg[2][3]
- 2019: Gerd I. – Team Wochenmarktbeschicker

## Kope
Die Kope (ein mit Steinen gefülltes Fass) wurde im Rahmen der Kopefahrt von Pferden im wilden Galopp durch die Straßen gezogen.
Das Kopespiel wird heute auch „Theaterstück“ genannt; ein sehr großer Festumzug, an dem Menschen sämtlicher gesellschaftlicher Gruppierungen teilnahmen. Diener, Ratsherren und verkleidete Narren begleiteten den Umzug, an dessen Ende die Kopen vor der Saline feierlich mit Musik und Tanz verbrannt wurden. Danach ging das Fest weiter in den Straßen und den Gilde- und Gasthäusern.